# Gino Cappello
Gino Cappello (Padua, Provincia de Padua, Italia, 2 de junio de 1920 - Bolonia, Provincia de Bolonia, Italia, 28 de marzo de 1990) fue un futbolista italiano. Se desempeñaba en la posición de delantero.

## Selección nacional
Fue internacional con la selección de fútbol de Italia en 11 ocasiones y marcó 3 goles. Debutó el 22 de mayo de 1949, en un encuentro ante la selección de Austria que finalizó con marcador de 3-1 a favor de los italianos.

### Participaciones en Copas del Mundo
| Mundial                        | Sede   | Resultado    |
| ------------------------------ | ------ | ------------ |
| Copa Mundial de Fútbol de 1950 | Brasil | Primera fase |
| Copa Mundial de Fútbol de 1954 | Suiza  | Primera fase |

## Clubes
| Club          | País   | Año         |
| ------------- | ------ | ----------- |
| Calcio Padova | Italia | 1938 - 1940 |
| A. C. Milan   | Italia | 1940 - 1943 |
| Calcio Padova | Italia | 1944        |
| Bologna F. C. | Italia | 1945 - 1956 |
| Novara Calcio | Italia | 1956 - 1958 |